# Bandeira da Gronelândia
A bandeira da Gronelândia (GroenlândiaPB) é um dos símbolos oficiais do país. Foi desenhada por um Gronelandês nativo chamado Thue Christiansen.
O seu nome em Gronelandês é Erfalasorput, que significa "a nossa bandeira", mas Aappalaartoq (a vermelha), também é usado tanto para a bandeira gronelandesa como para a Dannebrog. Atualmente, os Gronelandeses hasteiam frequentemente a Erfalasorput e a Dannebrog lado a lado.

## História

Proposta preterida

A primeira vez que a Gronelândia manifestou desejo em ter uma bandeira própria foi em 1973, quando cinco Gronelandeses propuseram uma bandeira verde, branca e azul. No ano seguinte, um jornal solicitou onze propostas (das quais apenas uma não apresentava a Cruz Nórdica) e submeteu-as ao público para que votassem a mais popular. A Dannebrog foi preferida mais que qualquer outra. Pouco resultou dessa iniciativa. 
Em 1978, a Dinamarca dotou a Gronelândia de governo próprio. O novo governo, fez um apelo oficial a propostas para uma bandeira, tendo recebido 555 (293 das quais, chegaram de Gronelandeses).
O comitê de avaliação, não chegou a consenso, por isso, mais propostas foram pedidas. Finalmente, o design vermelho e branco atual por Christiansen, ganhou à tangente a um design verde e branco de uma cruz nórdica numa margem de 14 votos contra 11. O design de Christiansen foi oficialmente adoptado em 21 de Junho de 1985, dia que se tornou a data comemorativa do "Dia da Bandeira".
Para comemorar o décimo aniversário da Erfalasorput, o posto dos correios da Gronelândia, emitiu selos comemorativos e um folheto da autoria do seu criador. Ele descreveu a banda branca como representativa dos glaciares e das plataformas de gelo que cobrem mais de 80% da ilha; a banda vermelha, o oceano. O semi-círculo vermelho, o sol, com a sua parte fundeira submersa no oceano, e o semi-círculo branco, os icebergs e as placas de gelo. O design também alude ao pôr-do-sol meio submerso abaixo do horizonte e reflectido no mar.

## Características

Proporções para confecção da bandeira

Seu desenho é um retângulo de proporção largura-comprimento 2:3 dividido horizontalmente em partes iguais sendo a superior branca e a inferior vermelha. No centro da bandeira, levemente deslocado para a direita da proporção 7:11, há um disco cujo diâmetro é de 2/3 da largura da bandeira. Esse  disco também é dividido horizontalmente ao meio, sendo as cores das metades do disco invertidas em relação às faixas, a inferior é branca e a superior vermelha. O vermelho da bandeira é a cor pantone 185C.

## Simbolismo
As cores são derivadas da bandeira da Dinamarca. Além disso, o branco simboliza o gelo que cobre a maior parte do arquipélago, enquato a metade superior do disco, que é vermelha, representa o "sol do norte". O fato de a bandeira da Gronelândia não conter uma cruz mostra uma clara liberdade política e comunidade da Gronelândia com outros povos inuit ao redor do polo.